# Ḥāʾ
Ḥāʾ (en arabe حَاء, ḥāʾ, ou simplement ح) est la 6e lettre de l'alphabet arabe.
Sa valeur numérique dans la numération Abjad est 8.
Son caractère Unicode est 062D.